# Prix Lambda Literary pour la littérature jeunesse et young adult LGBTQ
Le prix Lambda Literary pour la littérature jeunesse et young adult LGBTQ est une catégorie du prix Lambda Literary.

## Historique
Le prix est décerné pour la première fois au cours de la deuxième édition de la récompense annuelle. Il n'est pas décerné en 1991, mais revient à partir de la quatrième édition.
Depuis le 26e prix Lambda Literary, quand le nombre de candidats au prix est assez élevé, le prix est divisé en un prix « Enfance et jeunesse » et un prix«  Young Adult ».

## Finalistes et lauréats par année
|      | Lauréat | Finalistes |
| ---- | --- | --- |
| 1989 | Non décerné. | Non décerné. |
| 1990 | MaryKate Jordan, Losing Uncle Tim | - Susan Cohen & Daniel Cohen, When Someone You Know Is Gay - George Shannon, Unlived Affections - A. M. Homes, Jack - Lesléa Newman (texte) et Diane Souza (illustrations), Heather has two mommies |
| 1991 | Non décerné. | Non décerné. |
| 1992 | Johnny Valentine (texte) & Lynette Schmidt (illustrations), The Duke Who Outlawed Jelly Beans: and Other Stories                                                          | - Aaron Frickle & Walter Frickle, Sudden Strangers - Nancy Garden, Lark in the Morning - Ann Heron (texte), Meredith Maran (texte), Kris Kovick (illustrations), How would you feel if your dad was gay? - Lesléa Newman (texte) et Rusel Crocker (illustrations), Gloria Goes to Gay Pride |
| 1993 | Penny Raife Durant, When Heroes Die | - Johnny Valentine (texte) et Lynette Schmidt (illustrations), The Daddy Machine - Joan Alden (texte) et Catherine Hopkins (illustrations), A Boy's Best Friend - Bette Greene, Drowning of Stephan Jones - Joan Alden (texte) et Catherine Hopkins (illustrations), Day They Put a Tax on Rainbows |
| 1994 | Hilary Mullins, The Cat Came Back | - Michael Willhoite, Uncle What-Is-It Is Coming to Visit - Lesléa Newman (texte) et Annete Hegel (illustrations), Saturday is Pattyday - Rik Isensee, We're Not Alone - Christina Salat, Living in Secret |
| 1995 | Marion Dane Bauer, Am I Blue? | - Ann Heron, 2 Teenagers in 20 - Stacey Donovan, Dive: 9 - Scott Nunokawa, Oscar Wilde - Patricia Quinlan, Tiger Flowers |
| 1996 | Jacqueline Woodson, From the Notebooks of Melanin Sun | - Francesca Lia Block, Baby Be-Bop - Judith Vinga, My Two Uncles - Kust Chandler, Passage of Pride - Daniel Vilmure, Toby's Lie |
| 1997 | Nancy Garden, Good Moon Rising | - Michael Willhoite, Daddy's Wedding - Elle Bass et Kate Kaufman, Free Your Mind - Alexander, Rudin et Sejkora, My Dad has HIV - Michael Thomas Ford, The World Out There |
| 1998 | Jacqueline Woodson, The House You Pass on the Way | - Paul Monette, Sanctuary: a Tale of Life in the Woods - Adam Mastoon, The Shared Heart - Jeanne Arnold, Amy Asks a Question: Grandma, What's a Lesbian? - Liza Ketchum, Blue Coyote |
| 1999 | Kevin Jennings, Telling Tales Out of School | - Francesca Lia Block, I Was a Teenage Fairy - Joseph Kennedy (texte) et John Canemaker (illustrations), Lucy Goes to the country - Michael Thomas Ford, Outspoken - Clifford Chase, Queer 13 |
| 2000 | Ellen Wittlinger, Hard Love | - Paula Boock, Dare Truth or Promise - Lois-Ann Yamanaka, Name Me Nobody - William Tyalor, The blue Lawn - Nancy Garden, The Year they Burned the Books |
| 2001 | Noelle Howey et Ellen Samuels, Out of the Ordinary | - Nancy Garden, Holly's Secret - Amy Sonnie, Revolutionary Voices - Benjie Nycum, The XY Survival Guide - Jean Ferris, Eight Seconds |
| 2002 | Julia Watts, Finding H.F. | - Sara Ryan, Empress of the World - Marilyn Reynolds, Love Rules - Alex Sánchez, Rainbow Boys - Todd Turtle, Spot |
| 2003 | Bonnie Shimko, Letters in the Attic | - Lesléa Newman, Felicia's Favorite Story - Linda de Haan et Stern Nijland, King & King - Andrew Calimach, Lover's Legends: The Gay Greek Myths - Harvey Fierstein, The Sissy Duckling |
| 2004 | David Levithan, Boy Meets Boy | - Tea Benduhn, Gravel Queen - Julie Anne Peters, Keeping You a Secret - Alex Sánchez, Rainbow High - Brent Hartinger, Geography Club |
| 2005 | Alex Sánchez, So Hard to Say | - Judy MacLean, Rosemary and Juliet - David Levithan, The Realm of Possibility - Julie Anne Peters, Luna - Sharon Dennis Wyeth, Orphea Proud |
| 2006 | Shyam Selvadurai, Swimming in the Monsoon Sea | - Rigoberto González, Antonio's Card - James Howe, Totally Joe - Peter Parnell et Justin Richardson, And Tango Makes Three - Alex Sánchez, Rainbow Road |
| 2007 | David Levithan et Billy Merrell, The Full Spectrum | - Julie Anne Peters, Between Mom & Jo - Chirstian Burch, The Manny Files - Brian Sloan, Tale of Two Summers - Kim Wallace, Erik & Isabelle's Junior Year at Foresthill High |
| 2008 | Perry Moore, Hero | - Peter Cameron, Someday this pain will be useful to you - Patrick Ryan, Saints of Augustine - James St. James, Freak Show - Ellen Wittlinger, Parrotfish |
| 2009 | Bill Konigsberg, Out of the Pocket | - Ellen Wittlinger, Love & Lies: Marisol's Story - Christian Burch, Hit the Road, Manny: A Manny Files Noel - David Levithan, How they met & other stories - Pat Schmatz, Mousetraps - Martin Wilson, What They Always Tell Us |
| 2010 | Dale Peck, Sprout | - Malinda Lo, Ash - Michael Cart, How Beautiful the Ordinary - Patrick Ryan, In Mike We Trust - Nick Burd, The Vast Fields of Ordinary |
| 2011 | Jane Eagland, Wildthorn | - Catherine Ryan Hyde, Jumpstart the World - James Klise, Love Drugged - Justin Richardson et Peter Parnell, Christian, the Hugging Lion - Vivek Shraya, God Loves Hair |
| 2012 | Bil Wright, Putting Makeup on the Fat Boy | - Cris Beam, I Am J - Malinda Lo, Huntress - Patrick Ryan, Gemini Bites - Lili Wilkinson, PINK |
| 2013 | Benjamin Alire Sáenz, Aristotle and Dante Discover the Secrets of the Universe                                                                                            | - S. Bear Bergman et Suzy Malik, The Adventure of Tulip, Birthday Wish Fairy - Kirstin Cronn-Mills, Beautiful Music for Ugly Children - Emily M. Danforth, The Miseducation of Cameron Post - Molly Beth Griffin, Silhouette of a Sparrow - Elissa Janine Hoole, Kiss the Morning Star - A.S. King, Ask the Passengers - E. M. Kokie, Personal Effects - David Levithan, Every Day - Malinda Lo, Adaptation                                                                                  |
| 2014 | Sara Farizan, If You Could Be Mine David Levithan, Two Boys Kissing | - Rhiannon Argo, Girls I’ve Run Away With - Tim Federle (en), Better Nate Than Ever - Aaron Hartzler, Rapture Practice - Alaya Dawn Johnson, Le Prince d'été (The Summer Prince) - Bill Konigsberg, Openly Straight - Stewart Lewis, The Secret Ingredient - Christopher R. Michael, Boy in Box - Cory Silverberg et Fiona Smyth, What Makes a Baby - Julia Watts, Secret City |
| 2015 | Tim Federle (en), Five, Six, Seven, Nate! | - Susan Kuklin, Beyond Magenta: Transgender Teens Speak Out - Bridget Birdsall, Double Exposure - Karelia Stetz-Waters, Forgive Me If I’ve Told You This Before - Robin Talley, Lies We Tell Ourselves - Jay Jordan Hawke, Pukawiss the Outcast - Suki Fleet, This is Not a Love Story - Raziel Reid, When Everything Feels Like the Movies |
| 2016 | Alex Gino, George | - Sarah McCarry, About a Girl - Will Walton, Anything Could Happen - Jerome Pohlen, Gay and Lesbian History for Kids: The Century-Long Struggle for LGBT Rights - Brian Selznick, The Marvels - Adam Silvera, More Happy Than Not - I. W. Gregorio, None of the Above - Becky Albertalli, Simon vs. the Homo Sapiens Agenda |
| 2017 | M-E Girard, Girl Mans Up | - Jeff Garvin, Symptoms of Being Human - C. B. Lee, Not Your Sidekick - Marie Lu, The Midnight Star - Juliann Rich, Teen Gravity - Brie Spangler, Beast - Krystal Sutherland, Our Chemical Hearts - John Corey Whaley, Highly Illogical Behavior |
| 2018 | Like Water, Rebecca Podos, Balzer + Bray | - Ashes to Asheville, Sarah Dooley, Putnam - Autoboyography, Christina Lauren, Simon & Schuster - Dreadnought: Nemesis – Book 1, April Daniels, Diversion Books - Girls Like Me, Nina Packebush, Bedazzled Ink - Keith Haring: The Boy Who Just Kept Drawing, Kay Haring (Texte) & Robert Neubecker (Illustrations), Dial Books - The Sidekicks, Will Kostakis, Harlequin Teen - We Now Return to Regular Life, Martin Wilson, Dial Books                                                    |
| 2019 | Hurricane Child, Kacen Callender, Scholastic / Scholastic Press | - Anger Is a Gift: A Novel, Mark Oshiro, Tor Teen - The Dangerous Art of Blending In, Angelo Surmelis, HarperCollins / Balzer & Bray - Darius the Great Is Not Okay, Adib Khorram, Dial - Girl Made of Stars, Ashley Herring Blake, Houghton Mifflin & Little, Brown - The Poet X, Elizabeth Acevedo, HarperCollins / HarperTeen - Sawkill Girls, Claire Legrand, HarperCollins / Katherine Tegen Books - This Is Kind of an Epic Love Story, Kacen Callender, HarperCollins / Balzer + Bray |
| 2020 | Jeunesse : Hazel's Theory of Evolution, Lisa Jenn Bigelow, HarperCollins Young Adult : The Grief Keeper, Alexandra Villasante, G.P. Putnam’s Sons Books for Young Readers | - All the Things We Do in the Dark, Saundra Mitchell, HarperTeen - Hurricane Season, Nicole Melleby, Algonquin Young Readers - The Meaning of Birds, Jaye Robin Brown, HarperTeen - Pet, Akwaeke Emezi, Make Me a World - Pride Colors, Robin Stevenson, Orca Book Publishers - Wilder Girls, Rory Power, Delacorte Press |
| 2021 | Kacen Callender, King and the Dragonflies | - Niki Smith, The Deep & Dark Blue - Vincent X. Kirsch, From Archie to Zack - Phil Bildner, A High Five for Glenn Burke - Peter Mercurio, Our Subway Baby |
| 2022 | Littérature jeunesse JR et Vanessa Ford, Calvin | - Ashley Herring Blake, Hazel Bly and the Deep Blue Sea - Charlotte Sullivan Wild, Love, Violet - Rob Sanders, Stitch by Stitch: Cleve Jones and the AIDS Memorial Quilt - Basil et Kevin Sylvester, The Fabulous Zed Watson! |
| 2022 | Littérature young adult A. R. Capetta, The Heartbreak Bakery | - Adiba Jaigirdar, Hani And Ishu’s Guide To Fake Dating - Aden Polydoros, The City Beautiful - Isaac Fitzsimons, The Passing Playbook - Linsey Miller, What We Devour |
| 2023 | Littérature jeunesse Nikhil Out Loud de Maulik Pancholy | - Answers In the Pages de David Levithan - Different Kinds of Fruit de Kyle Lukoff - Hazel Hill Is Gonna Win This One de Maggie Horne - The Civil War of Amos Abernathy de Michael Leali |
| 2023 | Littérature young adult The Lesbiana’s Guide to Catholic School de Sonora Reyes                                                                                           | - Burn Down, Rise Up de Vincent Tirado - Funny Gyal: My Fight Against Homophobia in Jamaica de Angeline Jackson avec Susan McClelland, préface de Diana King - Lakelore de Anna-Marie McLemore - The Summer of Bitter and Sweet de Jen Ferguson |
| 2024 | Littérature jeunesse | - Dear Mothman // Robin Gow - Ellie Engle Saves Herself // Leah Johnson - Just Lizzie // Karen Wilfrid - Matteo // Michael Leali - The Beautiful Something Else // Alder Van Otterloo |
| 2024 | Littérature young adult | - Cold Girls // Maxine Rae - Only This Beautiful Moment // Abdi Nazemian - Pritty // Keith F. Miller, Jr. - That Self-Same Metal (The Forge & Fracture Saga, Book 1) // Brittany N. Williams - The Wicked Bargain // Gabe Cole Novoa |